# Philip Brett
Philip Brett (Edwinstowe (UK), 17 de octubre de 1937  – Los Ángeles , 16 de octubre de 2002), fue un reconocido musicólogo del ámbito anglosajón especializado en los estudios de género y música.

## Biografía
Estudió en la escuela coral de la Southwell Minster y luego asistió al King’s College en Cambridge como alumno de coro donde también se licenció. Cursó un año de estudios en la Universidad Berkeley de California con Joseph Kerman. Después regresó a Cambridge como miembro del King’s College y completó su doctorado. Su tesis doctoral fue sobre William Byrd, un compositor a quien Brett dedicó gran parte de su carrera.
En EE. UU. se dedicó a la enseñanza compaginándolo con funciones de director de coro y recitales. Se convirtió en vicedecano de Humanidades, Artes y Ciencias Sociales y profesor distinguido de Musicología hasta que en 2002 falleció de cáncer.
Por su defensa e investigación de la música y su relación con la identidad sexual, la American Muisicological Society que es una de las sociedades de musicología más potentes del mundo, creó un premio anual que lleva su nombre y galardona el trabajo musicológico excepcional en defensa de gais, lesbianas y transexuales.
Revisó junto con Thurston Dart una serie de madrigales ingleses de Edmund Fellowes. También un volumen de las obras de William Byrd y posteriormente llevó a cabo nuevas ediciones en las que analizó a fondo muchas piezas atribuidas a Fellowes.
Se especializó en la interpretación de la música de Handel como director y como clavecinista participando en varios recitales de música barroca.
Brett se dedicó al desarrollo de la musicología gay. Aunque la mayoría de las disciplinas de las Humanidades ya habían tratado este tema, el feminismo apareció tardíamente en la musicología. La investigación y el trabajo teórico sobre gais y lesbianas surgió al mismo tiempo que el crecimiento de la crítica musical feminista.

## Obras más relevantes
- Music and Sexuality in Britten.
- William Byrd and His contemporaries: Essays and a Monograph.
- Queering the Pitch: the New Gay and Lesbian Musicology.

Las dos primeras relacionan la relevancia de la homosexualidad del compositor a su música. 